# 力学系
力学系（りきがくけい、英語: dynamical system）とは、一定の規則に従って時間の経過とともに状態が変化するシステム（系）、あるいはそのシステムを記述するための数学的なモデルのことである。一般には状態の変化に影響を与える数個の要素を変数として取り出し、要素間の相互作用を微分方程式または差分方程式として記述することによってモデル化される。ゲーム理論など経済学に背景を持つ分野では動学系（どうがくけい）とも呼ばれる。
力学系では、システムの状態を実数の集合によって定義している。各々の状態の違いは、その状態を代表する変数の差のみによって表現される。システムの状態の変化は関数によって与えられ、現在の状態から将来の状態を一意に決定することができる。この関数は、状態の発展規則と呼ばれる。
力学系の例としては、振り子の振動や自然界に存在する生物の個体数の変動、惑星の軌道などが挙げられるが、この世界の現象すべてを力学系と見なすこともできる。システムの振る舞いは、対象とする現象や記述のレベルによって多種多様である。
力学系の具体例
- 振動運動（調和振動子、非線形振動子、ファン・デル・ポール振動子）
- ロトカ＝ヴォルテラの方程式
- 時計反応 (Brusselator, Oregonator)
- ローレンツ方程式
- ロジスティック写像
- 馬蹄写像
- エノン写像

## 概要
力学系の考え方は、ニュートン力学に端を発する。力学系では、他の自然科学や工学の分野と同様に、状態の変化に影響を与える数個の要素を変数として取り出し、要素間の相互作用を記述することによってモデル化される。そして現在の直後の状態を、微分方程式または差分方程式を用いて与えている。将来のある時点における状態は、現在の直後の状態を求める計算を複数回繰り返すことによって求めることができる。そのため力学系では、現在の状態を与えることで、将来のすべての状態を決定することができる。
しかしながら、解析的に求められる力学系はごく一部だけであり、さらに力学系を解くためには高度な数学が必要とされる。そのため、コンピュータの登場以前では、ごく単純なシステムのみが研究の対象として扱われた。
単純な力学系ならば、その振る舞いも容易に理解することができる。しかしながら複雑なシステムになると、その挙動も複雑さを増し、詳しく解析しなければ将来の状態を予想することができなくなる。
よく知られたシステムであっても、その挙動に影響を与える変数をすべて記述できているとは限らない。また、求められた数値解がシステムの近似解として本当に適切かどうかについても検証しなければならない。これらの問題を解決するため、力学系の研究ではリアプノフ安定や構造安定など、「安定性」の概念が用いられている。安定性の概念を用いることにより、たとえモデルが同じであっても、初期条件の違いによってシステムの挙動に大きな違いが出る理由を容易に説明することができる。
システムの挙動は初期条件によって異なるため、ある 1 つの初期条件の下での挙動を調べることに大きな意味はない。ある条件では周期的な振る舞いをするかもしれないし、ある状態に落ち着くかもしれない。どのような条件でどのような挙動を呈するかが重要である。力学系では、システムの挙動の種類を数学的に分類している。起こりうる挙動の種類が完全に知られている力学系の例としては、状態を 2 変数で記述できるシステムや、線形力学系などがある。
システムの状態に影響を与える変数が多様な場合、ある変数の値が臨界値と呼ばれるある一定の値を超えると、システムの挙動が大きく変化する分岐現象が起こる。分岐現象の例としては、割り箸の両端にある一定以上の力を加えると折れる現象、道路を通過する自動車の台数がある一定の台数を超えると渋滞が発生する現象、鉛をある一定以上の温度に加熱すると溶融する現象などが挙げられる。
力学系の理論はアンリ・ポアンカレの研究によって飛躍的に発展し、力学系の概念は統計力学やカオス理論の基礎の構築に対して大きな影響を与えた。

## 基本定義
一般に力学系とは、以下の条件を満たす、時間 T、位相空間である多様体 M、写像 f によるタプルである。
{\displaystyle {\begin{aligned}&t,s\in T,~\mathbf {x} \in M,\\&\mathbf {f} :T\times M\to M,\\&\mathbf {f} (0,\mathbf {x} )=\mathbf {x} ,\\&\mathbf {f} (s,\mathbf {f} (t,\mathbf {x} ))=\mathbf {f} (t+s,\mathbf {x} ).\end{aligned}}}
力学系は、連続力学系と離散力学系に分類する事ができる。

## 連続力学系
t が実数全体で定義される力学系は連続力学系、あるいはフロー（流れ）と呼ばれる。連続力学系は一般に微分方程式で定義されることが多い。
例えば、関数 X 1(t ), X 2(t ), ..., X n(t ) を成分に持つような n 次元ベクトルを X(t )、t と X の関数である n 次元のベクトルを F(t, X) とし、X に対する連立微分方程式
{\displaystyle {\frac {d\mathbf {X} }{dt}}=\mathbf {F} (t,\mathbf {X} )}
を考える。このとき、n 次元空間 (X 1, X 2, ..., X n ) が上述の微分方程式の相空間であり、f t は f t (X(s )) = X(s + t ) によって与えられる。
より抽象的には、微分方程式を与える係数行列 F は多様体上のベクトル場として与えられ、力学系 f はそのベクトル場の流れとして実現される。従って連続力学系は実数の加法群 R による多様体 M への可微分な作用だということになる。

## 離散力学系
t が整数全体でのみ定義されるような力学系は離散力学系とよばれる。離散力学系は多様体のある変換の反復写像としてとらえられる。つまり、任意の整数 n について fn は f1 を n 回合成した（n が負ならば f の逆写像を -n 回合成した）写像になっている。したがって離散力学系は可逆変換 f1 が定める整数の加法群Zによる多様体Mへの作用だということになる。

## 解軌道
集合 { f t(x) | t } は解軌道と呼ばれる。特殊な解軌道として、ホモクリニック軌道やヘテロクリニック軌道がある。
解軌道が閉曲線になる場合は、閉軌道と呼ばれる。また閉軌道の特殊な場合としてリミットサイクルがある。
解軌道の様子を調べる理論を、大域理論という。

## 不動点
f t　の不動点は、解軌道の一つで重要な性質を持ち、系の全体像をつかむのにも役立つ。
一般に、数学や物理学の分野で平衡状態を表す際には平衡点、経済学の分野では均衡点と呼ばれることもある。
上述の微分方程式では次のように定義される。相空間内の点 c おいて
{\displaystyle \mathbf {F} (t,\mathbf {c} )=\mathbf {0} }
が成立するとき、X = c は 上述の微分方程式の解である。この点は F(t , X) = 0 を満たす上述の微分方程式の定数解に対応し、相空間の中で移動しない。

## 力学系の分類
- モース・スメール系
- 双曲型力学系　（公理A）
- 非双曲型力学系 （ホモクリニック接触・ヘテロ次元サイクル）
- 自励系
- 線形力学系
- 保存系と散逸系
- 可逆系
- 勾配系
- ハミルトン系
- エルゴード理論
- 可積分系

## 大域理論
- アトラクター
- リペラー
- ストレンジ・アトラクタ

### 和書
- 力学系カオス, 松葉育雄 森北出版 2011-06
- Kathleen T. Alligood， Tim Sauer， James A. Yorke，津田 一郎 訳 ：カオス 第1巻 – 力学系入門，カオス 第2巻 – 力学系入門，カオス 第3巻 – 力学系入門 (原書：Chaos: An Introduction to Dynamical Systems)
- Hirsch・Smale・Devaney 力学系入門―微分方程式からカオスまで― 原著第3版 Morris W. Hirsch・Stephen Smale・Robert L. Devaney 著・桐木紳・三波篤郎・谷川清隆・辻井正人 訳 (2017) 共立出版
- 力学系入門 （復刊）、齋藤利弥 著 (2004) 朝倉書店
- 村井信行：「拘束系の力学」、日本評論社、ISBN 978-4-535-78249-5 (1998年6月10日).

### 洋書
- Devaney, R. (2018). An introduction to chaotic dynamical systems. en:CRC Press.
- Temam, R. (2012). Infinite-dimensional dynamical systems in mechanics and physics. en:Springer Science & Business Media.
- Wiggins, S. (2003). Introduction to applied nonlinear dynamical systems and chaos. en:Springer Science & Business Media.
- Perko, L. (2013). Differential equations and dynamical systems. en:Springer Science & Business Media.
- Verhulst, F. (2006). Nonlinear differential equations and dynamical systems. en:Springer Science & Business Media.
- Izhikevich, E. M. (2007). Dynamical systems in neuroscience. MIT press.
- Katok, A., & Hasselblatt, B. (1995). Introduction to the modern theory of dynamical systems. en:Cambridge University Press.
- Holmes, P., Lumley, J. L., Berkooz, G., & Rowley, C. W. (2012). Turbulence, coherent structures, dynamical systems and symmetry. en:Cambridge University Press.
- Antoulas, A. C. (2005). Approximation of large-scale dynamical systems. SIAM.
- Wainwright, J., & Ellis, G. F. R. (Eds.). (2005). Dynamical systems in cosmology. en:Cambridge University Press.
- Robinson, C. (1998). Dynamical systems: stability, symbolic dynamics, and chaos. en:CRC Press.